# مونوثيليتية

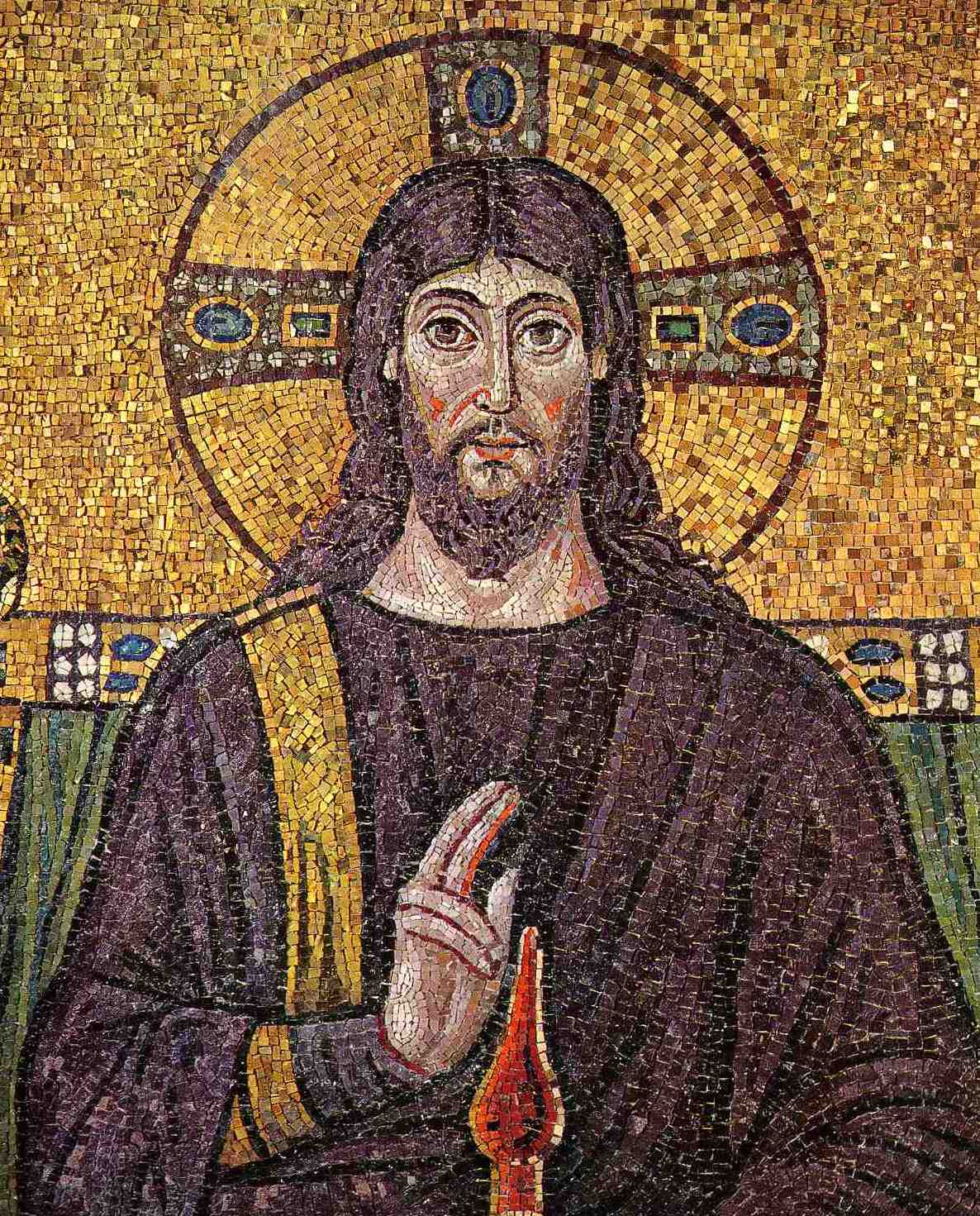

المونوثيليتية أو المشيئة الواحدة (باليونانية: Μονοθελητισμός)، هي عقيدة مسيحية تعالج العلاقة بين الألوهية والبشرية في يسوع المسيح. وترى أن للمسيح طبيعتان منفصلتان ومشيئة واحدة، وهي خلاف العقيدة الديوثيلية التي تتبعها معظم الكنائس الكاثوليكية والأرثوذكسية الشرقية.
نشأت هذه التعاليم في مناطق سوريا وأرمينيا في القرن الخامس ووصلت ذروتها في القرن السادس عندما تبناها عدة بابوات قبل أن يتم رفضها كهرطقة خلال مجمع القسطنطينية الثالث.